# Andrew Tate
Emory Andrew Tate III (Walter Reed Army Medical Center, 1986. december 1. –) amerikai-brit internetes személyiség, korábbi profi kick-boxoló. Kick-boxolói karrierjét követően Tate fizetős tanfolyamokat és tagságokat kezdett el kínálni a weboldalán keresztül, később pedig online influenszerként vált híressé. Tate nő- és fajgyűlölő megszólalásai a közösségi médiában több platformról való kitiltását eredményezték.
Tate-et, testvérét és két nőt 2022. december 29-én 30 napra őrizetbe vett a román DIICOT emberkereskedelem, szexuális kizsákmányolás és a webkamera stúdiójával kapcsolatos szervezett bűnözői egység létrehozásának vádjával. A román rendőrség azt állítja, hogy a csoport arra kényszerítette az áldozatokat, hogy fizetett pornográfiát készítsenek weboldalukra. 2022. december 30-án egy bíró elrendelte, hogy 30 napra előzetes letartóztatásba helyezzék, amit később február 27-ig, majd március 23-ig hosszabbítottak, amíg a nyomozás folytatódik. Március 31-én házi őrizetbe helyezték át. Június 20-án emeltek ellene vádat.

## Gyermek- és ifjúkora
Tate 1986. december 1-jén született Washingtonban, az Indiana állambeli Goshenben és Chicagoban nőtt fel, majd gyermekként az angliai Lutonba költözött.
Afroamerikai édesapja, Emory Tate nemzetközi sakkmester volt, édesanyja vendéglátóipari asszisztensként dolgozott, vegyes származású. Tate ötéves korában tanult meg sakkozni, és már gyerekként felnőtt versenyeken indult.

## Karrier

### Kick-box
Tate 2005-ben kezdett el bokszolni és harcművészeteket gyakorolni. 2008 novemberében a Nemzetközi Sport Kick-box Szövetség (ISKA) Nagy-Britannia 7. legjobb félnehézsúlyú kick-boxolójának rangsorolta. 2009-ben, miközben televíziós reklámok értékesítésével foglalkozott, az angliai Derbyben megnyerte a brit ISKA Full Contact cirkálósúlyú bajnokságot, és a divíziójában az első helyen állt Európában. Bár 19 mérkőzéséből 17-et megnyert, elmondása szerint ez volt az első öve és címe.
2011-ben Tate a Jean-Luc Benoit elleni visszavágón kiütéssel nyerte meg első ISKA világbajnoki címét, miután korábban döntéssel kikapott Benoit-tól. 2012 decemberében Tate elvesztette az Enfusion bajnoki tornát Franci Grajš ellen. A vereség előtt korábbi 18 mérkőzését megnyerte, mindet kiütéssel, és a világ második legjobb félnehézsúlyú kick-boxolójának számított. 2013-ban Tate egy 12 menetes mérkőzésen Vincent Petitjean ellen megnyerte második ISKA világbajnoki címét, amivel két különböző súlycsoportban is világbajnok lett. Azóta visszavonult a küzdősportoktól.

### Big Brother és online vállalkozások
2016-ban, amikor a Big Brother tizenhetedik évadának vendége volt, Tate-et a Twitteren tett homofób és rasszista megjegyzései miatt vizsgálták. Miután nyilvánosságra került egy videó, amelyen Tate úgy tűnt, hogy egy nőt ver egy övvel, Tate-et mindössze hat nap részvétel után eltávolították a műsorból. Tate és a nő is azt mondta, hogy barátok voltak, és hogy a videón látható tettek közös megegyezésen alapultak.
Tate honlapján tanfolyamokat kínál a vagyon felhalmozásáról és a „férfi-női interakciókról.” A weboldal szerint egy webkamera stúdiót is működtetett, ahol barátnőket alkalmazottként használt. Tate és a testvére indította el a webkamerás üzletet, ahol akár 75 webkamera modellt is foglalkoztatott, hogy „hamis sírós történeteket” adjanak el a férfi telefonálóknak, azt állítva, hogy ezzel több millió dollárt kerestek. Tate kijelentette, hogy az üzleti modell egy „totális átverés.”
Tate működteti a Hustler’s University-t, egy olyan platformot, ahol a tagok havi tagsági díjat fizetnek, hogy olyan témákban kapjanak oktatást, mint a dropshipping és a kriptovaluta-kereskedelem. A platform egy affiliate marketing programot alkalmazott, ahol a tagok jutalékot kaptak azért, ha másokat toboroztak a platformra. 2022-ben Tate igen ismertté vált azzal, hogy a Hustler’s University tagjait arra ösztönözte, hogy nagy számban posztoljanak róla videókat a közösségi média platformokon, hogy maximalizálják a bevonást. 2022 augusztusára a honlapja több mint 100 000 feliratkozót gyűjtött össze. 2022-ben a Stripe még ugyanebben a hónapban kivonult a platform előfizetéseinek feldolgozásából, a Hustler’s University pedig leállította affiliate marketing programját. 2022-ben Paul Harrigan, a Nyugat-Ausztráliai Egyetem marketingprofesszora szerint a partnerprogram egy közösségi média elkötelezettségi piramist alkotott. A Hustler’s University a közösségi médián belüli elkötelezettségi piramisnak minősült. Maga Tate szerint nettó vagyona 2022. december 1-jén körülbelül 710 millió dollár.

## Közösségi média jelenlét
Tate figyelmet kapott a Harvey Weinstein-féle szexuális zaklatási ügyek közepette a szexuális zaklatásnak minősülő esetekről alkotott nézetét leíró tweetjei miatt, valamint azért, mert többször tweetelt arról a véleményéről, hogy a szexuális zaklatás áldozatai osztoznak a felelősségben a bántalmazásukért. 2017-ben kritizálták, mert azt tweetelte, hogy a depresszió „nem létezik.”
Az interneten Tate kezdetben szélsőjobboldali körökben vált ismertté az InfoWars-on való szereplések és olyan szélsőjobboldali figurákkal való ismeretségek révén, mint Paul Joseph Watson, Jack Posobiec és Mike Cernovich. 2022 nyarán Tate rendkívül népszerűvé vált, júliusban a Google-keresésekben megelőzte Donald Trumpot és a COVID-19-et is. Tate „abszolút szexistának” és „abszolút nőgyűlölőnek” minősítette magát, kijelentette, hogy a nők „otthonra valók,” „nem tudnak vezetni,” „a férfinak vannak adva és a férfihoz tartoznak” és azt állította, hogy a férfiak inkább 18 és 19 évesekkel randiznak, mert ők kevesebb férfival szexeltek.
A White Ribbon Campaign, a férfiak és nők közötti erőszak ellen fellépő nonprofit szervezet „rendkívül nőgyűlölőnek” tartja Tate kommentárjait, és „aggasztónak” a fiatal férfi közönségére gyakorolt lehetséges hosszú távú hatását. A Hope not Hate, egy szélsőségesség ellen küzdő csoport megjegyezte, hogy Tate közösségi média jelenléte „veszélyes lecsúszást jelenthet a szélsőjobboldal felé” a közönsége számára. A kritikákra reagálva Tate kijelentette, hogy tartalma „sok, a nőket dicsőítő videót” tartalmaz, és főleg arra akarja megtanítani közönségét, hogy kerülje a „mérgező és alacsony értékű emberek egészét.” Továbbá kijelentette, hogy „komikus karaktert” játszik, és azt állította, hogy az emberek „teljesen hamis narratívákat” hisznek róla.

### Tiltások a közösségi médiában
Tate három Twitter-fiókját függesztették fel különböző időpontokban. 2021-ben egy olyan fiókot, amelyet azért hozott létre, hogy kikerülje korábbi kitiltását, a Twitter az irányelveivel ellentétben jóváhagyta. A fiókot ezt követően véglegesen felfüggesztették, és a Twitter szerint a jóváhagyás tévedésből történt. 2022 augusztusában, egy őt deplatformáló online kampányt követően Tate-et véglegesen kitiltották a Facebookról, és az Instagramról, ahol 4,7 millió követője volt. 2022-ben a Meta azt állította, hogy megsértette a „veszélyes szervezetekre és személyekre” vonatkozó irányelveiket. A TikTok, ahol a nevét hashtagként tartalmazó videókat 13 milliárdszor nézték meg, szintén eltávolította a fiókját, miután megállapította, hogy megsértette a „személy vagy csoport ellen támadó, fenyegető, erőszakra uszító vagy más módon dehumanizáló tartalmakra vonatkozó irányelveiket. Nem sokkal később a YouTube is felfüggesztette a csatornáját több jogsértésre hivatkozva, beleértve a gyűlöletbeszédet és a COVID-19 félretájékoztatást, és Tate ezt követően törölte a csatornáját a Twitch-en.
Tate reagált a kitiltásokra, mondván, hogy bár a legtöbb megjegyzését kiragadták a szövegkörnyezetéből, felelősséget vállal azért, ahogyan azokat fogadták. Jake Paul bokszoló és közösségi média személyiség elítélte Tate szexizmusát, de a kitiltásokat cenzúraként kritizálta. Tate tartalmai a tiltások után is tovább keringtek a Facebookon, az Instagramon és a TikTokon a rajongói fiókokon keresztül. A tiltások után Tate a Gettr és a Rumble oldalára költözött; ez utóbbi rövid időre az App Store legtöbbet letöltött alkalmazása lett.
2022 novemberében, miután Elon Musk felvásárolta a Twittert, Tate eredeti Twitter-fiókját feloldották.

## Magánélet
Tate az Egyesült Királyságból 2017-ben Romániába költözött, elmondása szerint azért, mert olyan országban akart élni, ahol „a korrupció mindenki számára elérhető,” és úgy gondolta kisebb esélye volt arra, hogy Romániában nemi erőszakért elítéljék, azt mondva, hogy a román rendőrség nemi erőszakot jelentő nőktől kérne bizonyítékot videó formájában, míg a nyugati világban Tate szerint bárki „elpusztíthatja az életed.” Több gyermeke is van Romániában, akiket néha-néha meglátogat.
Keresztényként nőtt fel, majd később azt nyilatkozta, hogy ateista és Romániába való költözése után 2022-ben a román ortodox egyház tagja lett, 2022 októberében Tate a Gettr-fiókján jelentette be, hogy áttért az iszlámra. Egy videó, amelyen Tate egy dubaji mecsetben imádkozik az Egyesült Arab Emírségekben, vírusként terjedt el. 2023-ban menedzsere megerősítette, hogy tüdőrákban szenved, de ezt később Tate Twitter fiókján tagadta.

## Nyomozás és letartóztatása

### 2015-ös letartóztatás
2023. január 4-én a Vice egy cikkében azt írta, hogy Tate-et 2015-ben Angliában letartóztatták, miután egyik alkalmazottja nemi erőszakkal vádolta, míg egy másik azt mondta, hogy a férfi többször is fojtogatta, amit Tate tagadott. Négyéves nyomozás után az ügyészség úgy döntött, hogy nem emel vádat Tate ellen, mivel nem láttak elítélésére esélyt. Mindkét nő azt nyilatkozta, hogy az ügyet helytelenül kezelte a bíróság.

### 2022-es letartóztatás és az azt követő vádemelés
2022. április 11-én Tate két Ilfov megyei ingatlanjában razziát tartottak, miután a román rendőrség fülest kapott, hogy egy amerikai nőt tarthatnak fogva az ingatlanban, ami emberkereskedelem miatt indított nyomozást. Az épületben két nőt találtak, akik azt mondták, hogy akaratuk ellenére tartották őket a házban. Miután a Tate testvéreket öt óráig kihallgatták, szabadon engedték őket. Tate tagadta, hogy bármi rosszat tett volna, és lezárt ügynek nevezte az esetet.
2022. december 29-én ismét razziát tartottak Tate öt villájában (beleértve piperai, voluntari és bukaresti házaiban), valamint egy volt rendőrnő házában, akit azzal gyanúsítottak, hogy köze volt az ügyhöz. Az ügyészek kijelentették, hogy hat nőt találtak és azonosítottak, akiket a gyanúsítottak Bukarest különböző pontjain szexuálisan kizsákmányoltak; többek között pornográf felvételek készítésére kényszerítették őket. Tate-et, a testvérét, az egykori rendőrnőt, és egy negyedik, meg nem nevezett román személyt kihallgatták, és a DIICOT 24 órán át őrizetben tartotta őket. A négy személyt emberkereskedelemmel és szervezett bűnözői csoportban való részvétellel gyanúsítják. Az ügyészek szerint mind a négyen „úgy tűnik, hogy egy szervezett bűnözői csoportot hoztak létre azzal a céllal, hogy nőket toborozzanak, elszállásoljanak és kizsákmányoljanak azzal, hogy arra kényszerítik őket, hogy pornográf tartalmakat készítsenek, amelyeket speciális weboldalakon, költségtérítés ellenében kívánnak megtekinteni.” Mindkét Tate testvért azzal vádolták, hogy a loverboy módszerrel kényszerítettek a nőket munkára, ami szerint a férfi úgy tesz, mintha romantikus kapcsolatot szeretne indítani a nővel, majd később kihasználja. Az egyik gyanúsítottat nemi erőszakkal és érzelmi bántalmazással is vádolják, de nevét nem hozták nyilvánosságra. Január 5-én két további sértett csatlakozott az ügyhöz civil félként, és tett vallomást a gyanúsítottak ellen.
Letartóztatása után az a hír kezdett terjedni a Twitteren, hogy a román rendőrség azt követően tudta meg, hogy Tate az országban van, hogy egy videóban válaszolt Greta Thunberg tweetjére, amiben lehetett látni egy román pizzázó, a Jerry’s Pizza dobozát. A román hatóságok ezt tagadták.
2022. december 30-án, a 24 órás letartóztatás lejárta után a DIICOT felkért egy román bírót, hogy hosszabbítsa meg azt. A testvérek és a másik két személy őrizetbe vételét még aznap 30 napra hosszabbították. 2023. január 4-én elkobozták autógyűjteményét és több, mint tíz ingatlant országszerte. A testvérek elítélése esetén az elkobzott vagyontárgyakat az állam eltulajdonítja és a sértettek kártérítésére fogják felhasználni. A testvérek fellebbeztek az őrizetben maradásuk és az elkobzások ellen, amit elutasítottak. Tate átmenetileg elhagyta a börtönt, hogy kórházba szállítsák tüdőproblémák miatt, de rövid időn belül visszatért.
Január 7-én Tate-ék egyik ügyvédje azt mondta, hogy a védelem még mindig nem kapott másolatot az ügyészség által a bírónak bemutatott bizonyítékokról. Az ügyvéd azt is elmondta, hogy a Tate testvérek nem kaptak pontos fordítást az ügyről a meghallgatáson, ahol a 30 napos letartóztatásról döntöttek. Lehetőséget kért arra, hogy a bíróságon szembesítsék a vádlókat, és elmondta, hogy a DIICOT által azonosított hat áldozat közül néhányan nem tettek feljelentést a gyanúsítottak ellen. Két nő, akik a Tate testvérekkel éltek együtt, nyilvánosan megvédték őket, míg két másik személy tagadta, hogy áldozataik lettek volna. Az utóbbi két nőnek Tate-tetoválásai vannak, a két férfi iránti tiszteletük miatt.
2023. január 20-án egy román bíróság meghosszabbította a testvérek őrizetbe vételének érvényességét, február 27-ig. A meghosszabbítás előtt Tate ügyvédjei azt nyilatkozták, hogy bíztak benne, hogy meg tudják akadályozni, hogy ez megtörténjen. Fellebbezték a döntést, de azt elutasította a Bukaresti Fellebbviteli Bíróság. Ugyanezen a napon a testvérpár felvette ügyvédjének Tina Glandiant, aki korábban védte Chris Brownt és Mike Tysont is. Az ügyészek megszereztek felvételeket lehallgatott beszélgetésekről, amiben Tate felkérte két szövetségesét, hogy lépjen kapcsolatba két szélsőjobboldali román politikussal, George Simionnal and Diana Iovanovici Șoșoacăval, hogy támogassák kiengedését.
2023. február 21-én egy román bíró ismét meghosszabbította a testvérpár őrizetben tartását 30 nappal. Azt követően, hogy kiderült, hogy tüdőrákban szenved, jogi csapata felkérte a román bíróságot, hogy Dubajban kezeljék Tate-et, amire nem kapott engedélyt. 2023. március 14-én harmadjára is elutasították kérelmét óvadékra. Március 31-én áthelyezték házi őrizetbe.
Június 20-án emeltek ellene vádat, nemi erőszak, emberkereskedelem és szervezett bűnözői egység létrehozásának vádjával.

## Harcművész-teljesítmények

### Kick-box
| Dátum      | Eredmény | Ellenfél            | Esemény hivatalos neve                             | Helyszín                     | Győzelem típusa | Menet  | Idő  |
| ---------- | -------- | ------------------- | -------------------------------------------------- | ---------------------------- | --------------- | ------ | ---- |
| 2020-12-16 | Győztes  | Cosmin Lingurar     | KO Masters 8                                       | Bukarest, Románia            | TKO             | 2      | 2:02 |
| 2020-11-16 | Győztes  | Iulian Strugariu    | RXF One Night 3 Show                               | Bukarest, Románia            | TKO             | 1      | 0:49 |
| 2020-02-10 | Győztes  | Miralem Ahmeti      | KO Masters 7                                       | Bukarest, Románia            | KO              | 1      | 0:58 |
| 2016-12-03 | Vesztes  | Ibrahím el-Busztátí | Enfusion Live 44                                   | Hága, Hollandia              | TKO             | 1      |      |
| 2015-03-14 | Győztes  | Jean-Luc Benoît     | Boxe in Défi 16                                    | Muret, Franciaország         | Pontozás        | 7      | 2:00 |
| 2015-01-01 | Győztes  | Liang Ling          | K1 – China vs USA                                  | Csangsa, Kína                | Pontozás        | 3      | 3:00 |
| 2014-06-29 | Győztes  | Wendell Roche       | Enfusion Live 19                                   | London, Anglia               | TKO             | 2      |      |
| 2014-04-26 | Vesztes  | Miroslav Cingel     | Enfusion Live 17, Semi-finals                      | Zsolna, Szlovákia            | Pontozás        | 3      | 3:00 |
| 2014-03-15 | Győztes  | Cyril Vetter        | Power Trophy 2014                                  | Châteaurenard, Franciaország | KO              | 1 (12) |      |
| 2013-12-01 | Győztes  | Szabó László        | Enfusion Live 11                                   | London, Anglia               | Pontozás        | 3      | 3:00 |
| 2013-06-29 | Győztes  | Marlon Hunt         | Enfusion Live 6                                    | London, Anglia               | Pontozás        | 3      | 3:00 |
| 2013-03-30 | Győztes  | Marino Schouten     | Enfusion Live 3                                    | London, Anglia               | Pontozás        | 3      | 3:00 |
| 2013-03-09 | Győztes  | Vincent Petitjean   | Power Trophy 2013                                  | Châteaurenard, Franciaország | Pontozás        | 12     | 2:00 |
| 2013-02-02 | Győztes  | David Radeff        | Enfusion Live 1                                    | Zwevegem, Belgium            | Pontozás        | 3      | 3:00 |
| 2012-12-02 | Vesztes  | Franci Grajš        | Enfusion 3: Trial of the Gladiators                | Ljubljana, Szlovénia         | KO              | 1      |      |
| 2012-12-02 | Győztes  | Ritchie Hocking     | Enfusion 3: Trial of the Gladiators, Semi-finals   | Ljubljana, Szlovénia         | KO              | 1      |      |
| 2012-05-12 | Vesztes  | Sahak Parparyan     | It’s Showtime 56                                   | Kortrijk, Belgium            | Pontozás        | 5      | 3:00 |
| 2012-03-31 | Győztes  | Joe McGovan         | The Main Event                                     | Manchester, Anglia           | KO              | 1      | 1:23 |
| 2011-11-12 | Vesztes  | Vincent Petitjean   | La 18ème Nuit des Champions                        | Marseille, Franciaország     | Pontozás        | 8      | 2:00 |
| 2011-08-17 | Győztes  | Adnan Omeragić      | Enfusion 3: Trial of the Gladiators, Quarter Final | Ohrid, Észak-Macedónia       | TKO             |        |      |
| 2011-08-12 | Győztes  | Sammy Masa          | Enfusion 3: Trial of the Gladiators, First round   | Ohrid, Észak-Macedónia       | KO              | 2      |      |
| 2011-06-05 | Győztes  | Jean-Luc Benoît     | Pure Force 9                                       | Luton, Anglia                | KO              | 8 (12) | 2:00 |
| 2011-03-19 | Vesztes  | Jean-Luc Benoît     | Boxe in Défi 12                                    | Muret, Franciaország         | Pontozás        | 12     | 2:00 |
| 2010-10-16 | Győztes  | Jamie Bates         | History in the Making 4                            | Nottingham, Anglia           | KO              | 8      |      |
| 2009-09-26 | Győztes  | Daniel Hughes       | IKF Kickboxing                                     | Bristol, Anglia              | KO              | 1 (10) |      |
| 2009-04-25 | Győztes  | Paul Randle         | Championship Kickboxing                            | Derby, Anglia                | KO              | 5      | 2:00 |
| 2008-09-14 | Győztes  | Mo Kargbo           | Absolute Adrenaline                                | Bournemouth, Anglia          | TKO             | 5      |      |
| 2008-07-12 | Győztes  | Ollie Green         | International Kickboxing at the Circus Tavern      | Essex, Anglia                | TKO             | 4      | 1:00 |
| 2008-05-11 | Győztes  | Lee Whitfield       | IKF Pro & Amateur Kickboxing                       | Kent, Anglia                 | Pontozás        | 6 (6)  | 2:00 |
| 2008-02-24 | Vesztes  | Luke Sines          | IKF Pro & Amateur Kickboxing                       | Kent, Anglia                 | Pontozás        | 5 (5)  | 2:00 |
| 2007-04-07 | Vesztes  | Scott Gibson        | Golden Belt                                        | Hove, Anglia                 | KO              | 4 (7)  | 0:37 |

### MMA

#### Profi
| Eredmény | Tel. | Ellenfél        | Győzelem típusa | Esemény hivatalos neve        | Dátum             | Menet | Idő  | Helyszín      |
| -------- | ---- | --------------- | --------------- | ----------------------------- | ----------------- | ----- | ---- | ------------- |
| Győztes  | 2–1  | Shane Kavanagh  | KO              | Ultimate Warrior Challenge 13 | 2010. június 6.   | 1     | 3:00 | Essex, Anglia |
| Vesztes  | 1–1  | Reza Meldavian  | Pontozás        | Ultimate Warrior Challenge 4  | 2007. június 2.   | 3     | 5:00 | Essex, Anglia |
| Győztes  | 1–0  | Matthew Wilkins | Pontozás        | Ultimate Warrior Challenge 3  | 2007. február 24. | 2     | 5:00 | Essex, Anglia |

#### Amatőr
| Eredmény | Tel. | Ellenfél       | Győzelem típusa | Esemény hivatalos neve        | Dátum             | Menet | Idő  | Helyszín                |
| -------- | ---- | -------------- | --------------- | ----------------------------- | ----------------- | ----- | ---- | ----------------------- |
| Győztes  | 2–1  | Luke Barnatt   | Pontozás        | Ultimate Warrior Challenge 12 | 2010. március 20. | 3     | 5:00 | Essex, Anglia           |
| Vesztes  | 1–1  | William Morley | Pontozás        | Ultimate Warrior Challenge 2  | 2006. november 4. | 2     | 5:00 | Southend-on-Sea, Anglia |
| Győztes  | 1–0  | Lee Mayo       | Alávetés        | Ultimate Warrior Challenge 1  | 2006. június 10.  | 2     | 1:05 | Southend-on-Sea, Anglia |